# Bernat Marcús
Bernat Marcús va ser un burgès barceloní del segle xii. El 1166 va construir, en uns terrenys cedits per ell, un cementiri per als pobres i la Capella d'en Marcús. Des d'aquesta va muntar un servei de correus per Europa per a la gent de fora de les corts reials (bàsicament la incipient burgesia comercial), estandarditzant preus i rutes, esdevenint la primera xarxa d'aquestes característiques. Va ser un dels pocs homes que, sense ésser noble, intervingué en el consell del comte Ramon Berenguer IV i en l'alta política del país.
Marcús va finançar l'hospital d'en Marcús, situat a l'actual placeta d'en Marcús, al costat de la capella del mateix nom i que des de la seva creació al segle xii fins a la seva fusió dins de l'hospital de la Santa Creu de Barcelona el 1401, es va mantenir amb donatius caritatius dels barcelonins.

## Biografia
Els seus orígens familiars són incerts, pot estar emparentat amb uns comerciants del segle x esmentats en les captures àrabs o bé amb una família burgesa grega.
Tenia moltes propietats a la ciutat i una bona part de la muntanya de Montjuïc. El 1152 intervingué en el testament de la reina Peronella, el 1162 en la consolidació del testament sacramental de Ramon Berenguer IV i el 1164 en la renúncia del regne d'Aragó feta per Peronella a favor d'Alfons I el Cast. Foren moltes les seves activitats comercials i polítiques, sobretot durant el regnat de la reina Peronella.
Sobre la fortuna de Bernat Marcús, existeix una llegenda que explica com, en somnis, se li va aparèixer un home que li deia: “Si vas al pont de Narbona, faràs fortuna bona!”. El somni es va repetir fins al punt de fer cas al consell. En arribar a Narbona es va trobar amb un altre home que el va escometre i li demanà d'on era. Quan Marcús explicà que havia fet el viatge per indicació d'un somni, aquell home s'exclamà: “Qui pot fer cas als somnis? Són un engany!” Li confessà que ell feia dies que, en somnis, sentia una veu que li deia que havia d'anar a Barcelona, cercar la casa d'un tal Bernat Marcús i, sota l'escala, hi trobaria un tresor. El barceloní partí cap a casa seva i, després d'excavar en el lloc indicat, va trobar una olla plena de monedes d'or.
En realitat, la fortuna li ve de l'herència del seu pare, banquer de la ciutat. L'any 1166 feu donació de terres, l'actual Plaça Marcús. Després de sol·licitar permís al bisbe, aquell any, va aixecar un petit hospital per a pobres, un cementiri, la capella romànica (que encara es manté) i un alberg per viatgers. Com que els negocis de Bernat Marcús requerien una colla de traginers, va voler dedicar l'església a la Mare de Déu de la Guia (com també es coneix a la Capella Marcús) i la plaça de l'entrada va servir com a punt de sortida i relleu dels cavalls.
Al segle xiv la capella va passar a ser la seu de la “Confraria dels Troters”. Aquest serveis de correus rebia la benedicció d'aquesta capella. El capellà beneïa els correus que sortien de Barcelona abans de partir i els traginers, en passar per la placeta, saludaven la seva patrona, fent “espetegar la xurriaca” (el fuet). Aquesta tradició va durar gairebé cinc segles.